# Hyphodontia boninensis
Hyphodontia boninensis är en svampart som först beskrevs av S. Ito & S. Imai, och fick sitt nu gällande namn av N. Maek. 1993. Hyphodontia boninensis ingår i släktet Hyphodontia och familjen Schizoporaceae.   Inga underarter finns listade i Catalogue of Life.